# 稲沢市立大里西小学校
稲沢市立大里西小学校（いなざわしりつおおさとにししょうがっこう）は、愛知県稲沢市奥田計用町にある公立小学校。

## 概要
- 旧・中島郡大里村の小学校であり、1955年までの校名は大里村立大里西小学校であった。

## 沿革
大里村の学校は5つの学校に分かれていたが、1907年に西大里尋常小学校、東大里尋常小学校、大里尋常小学校に統廃合され、1908年に再統合により大里尋常小学校となり、東分教場と西分教場が設置された。大里西小学校はこの大里尋常高等小学校西分教場を前身とする。大里尋常小学校は幾つかの改称を経て大里村立大里小学校となり、1953年に分離し、西分教場が大里西小学校、東分教場が大里東小学校となっている。大里小学校を引き継いだのは大里東小学校である。1953年以前の沿革は稲沢市立大里東小学校#沿革を参照。
- 1953年（昭和28年）4月1日 - 大里村立大里小学校が分離し、大里小学校西分教場が大里村立大里西小学校、大里小学校東分教場が大里村立大里東小学校となる。大里小学校の校舎は大里中学校の校舎の一部に転用する。
- 1955年（昭和30年）4月15日 - 稲沢町、明治村、千代田村、大里村が合併し、改めて稲沢町が発足。同時に稲沢町立大里西小学校に改称する。
- 1958年（昭和33年）11月1日 - 市制施行し、稲沢市となる。同時に稲沢市立大里西小学校に改称する。
- 1959年（昭和34年）9月22日 - 新校舎（南舎・鉄筋コンクリート造）が完成する。
- 1966年（昭和41年）2月23日 - 体育館が完成する。
- 1970年（昭和45年）9月22日 - 校舎（北舎・鉄筋コンクリート造）が完成する。
- 1973年（昭和48年）4月1日 - 稲沢市立大塚小学校を分離する。
- 1974年（昭和49年）7月15日 - プールが完成する。
- 1982年（昭和57年）3月30日 - 管理棟が完成する。

## 通学区域
- 奥田町（名鉄名古屋本線以東、上一条、下一条、下二条、四反地、六畝六歩、八反田、北魚取場、南魚取場を除く）、奥田長角町、奥田大門町、奥田堀畑町、奥田宮長町、奥田馬場町、奥田中切町、奥田北花ノ木町、奥田南花ノ木町、奥田天神町、奥田計用町、奥田寺切町、奥田立長町、奥田切田町、奥田田畑町、奥田木塚町、奥田下河町、奥田天目寺町（一部）、奥田白山町（一部）、奥田神ノ木町（一部）、北島町（一部）、北島1-9丁目、七ツ寺町、堀田町、中之庄町、中之庄堤畔町、中之庄海道町、中之庄元屋敷町、中之庄長堤町、中之庄半田町、中之庄高畑町、高重町、高重東町、高重西町、高重中町、増田町、増田西町、増田南町、増田北町、増田東町（名古屋本線以東を除く）、日下部松野町1・2丁目、大矢町（一部）[2]。

## 進学先中学校
- 稲沢市立大里中学校

## 交通アクセス
- 名鉄名古屋本線大里駅下車、徒歩約15分。